# Patanjali
Patanjali (sanskrit: पतञ्जलि Patañjali, [pʌtʌɲʤʌlɪ]) var en indisk filosof som levde i Indien kring Kristi födelse. 
Patanjali anges som författare till flera verk på sanskrit, exempelvis Mahabhashya och Yogasutra. Det är dock osäkert om det är samma person, eftersom texterna inte har gemensamma drag.[källa behövs]